# Ohnivý kruh

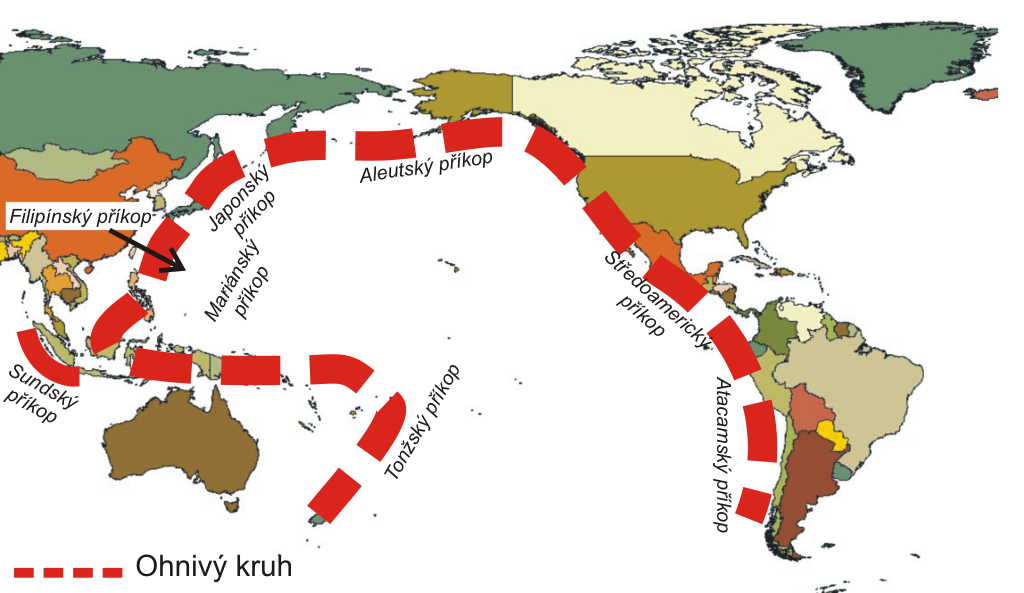
Schéma Ohnivého kruhu v Tichém oceánu (čárkovaně)

Rozmístění litosférických desek

Ohnivý kruh (anglicky Pacific Ring of Fire), též Tichomořský lem, je pásmo okolo Tichého oceánu charakteristické častým výskytem projevů vulkanické činnosti a zemětřesení. V této oblasti o celkové délce 40 000 km se nachází 452 sopek a odehrává se tam přibližně 75 % všech zemětřesení na planetě. Příčinou tak intenzivní vulkanické a seismické aktivity je kontinentální drift, který způsobuje tření jednotlivých litosférických desek navzájem. Výsledkem jsou pak erupce či otřesy. V minulosti se v důsledku pohybu desek v okolí Tichého oceánu odehrálo kolem 80 % těch nejničivějších zemětřesení vůbec.
Ohnivý kruh má ve skutečnosti tvar podkovy otevřené směrem k jihu a obíhá z větší části po okrajích Pacifické litosférické desky, ovšem i několika menších desek: od pobřeží Mexika směrem na jih po východních okrajích desek Kokosové a Nazca, od pobřeží japonského ostrova Honšú směrem na jih po západním okraji desky Filipínské. Do Ohnivého kruhu bývá také počítán západní výběžek z místa styku Filipínské, Pacifické, Australské a Eurasijské desky v podobě jižních (indonéských) ostrovů Malajského souostroví, což je oblast mimořádně vulkanicko-seismicky aktivní – i proto, že je přechodovou oblastí k Alpsko-himálajskému systému.

## Kontaktní desky
vnitřek kruhu
- Pacifická
- Juan de Fuca
- Kokosová
- Nazca
- Filipínská

vnějšek kruhu
- Severoamerická
- Karibská
- Jihoamerická
- Australská
- Eurasijská

Indonéský výběžek (Moluky, Malé Sundy, Jáva, Sumatra) je místem styku Eurasijské a Australské desky.

## Vulkanická a seismická aktivita

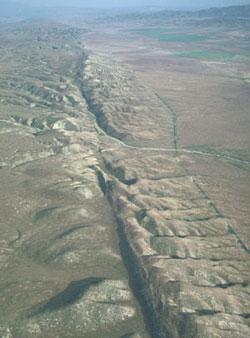
Zlom San Andreas v Kalifornii, USA

Jen v oblasti západního Tichého oceánu se ročně odehrává asi 1 500 zemětřesení, které bezprostředně souvisejí s pohybem litosférických desek. Severovýchodně od Japonska, na Aleutských ostrovech a v Kanadě lze najít několik stále činných sopek.
Tyto projevy přímo souvisí s Pacifickou deskou, kterou ovlivňují desky výše uvedené. V několika případech jde o subdukci, tedy o podsunutí jedné desky pod druhou (např. deska Nazca), jinde o podélný posun (např. část Australské desky).
Patrně nejznámějším geologickým prvkem, souvisejícím s Ohnivým kruhem, je severoamerický zlom San Andreas. Kontakt západního okraje Pacifické desky s Australskou deskou vedl v roce 2004 k silnému zemětřesení a tsunami v Indickém oceánu.